# Махамбет (Махамбетський район)
Махамбе́т (каз. Махамбет) — село, центр Махамбетського району Атирауської області Казахстану. Адміністративний центр Махамбетського сільського округу.
Населення — 10685 осіб (2021; 8012 у 2009, 6685 у 1999, 7123 у 1989).